# 中龍門村
中龍門村（なかりゅうもんそん）は奈良県中部、吉野郡に属していた村。現在は吉野町の一部。

## 歴史
- 1890年（明治23年）9月23日 - 龍門村の一部（大字香束・柳・色生・小名・北大野）が分立して発足。
- 1956年（昭和31年）5月3日 - 吉野町・上市町・中荘村・国樔村・龍門村と合併し、改めて吉野町が発足。同日中龍門村廃止。